# Alex Gleave
Alex Gleave (* 29. Dezember 1989 in Whiston) ist ein ehemaliger britischer Biathlet.

## Sportliche Laufbahn
Alex Gleave gab sein internationales Debüt zu Beginn der Saison 2013/14 im IBU-Cup in Idre und schloss das Sprintrennen auf Platz 120 ab. Auch die restliche Saison bestritt der Brite in Wettkämpfen der zweithöchsten Rennserie, wobei er seine beste Platzierung in Martell mit Rang 69 im Sprint erzielte. Zu Beginn der Folgesaison startete Gleave erstmals im Biathlon-Weltcup, mit der Staffel ging es in Hochfilzen auf Position 24. Im Allgemeinen bestritt der Brite wesentlich weniger Rennen als in der Vorsaison, auch 2015/16 waren die Einsätze Gleaves noch dazu eher wenig von Erfolg gekrönt. Seine erfolgreichste Saison bestritt Gleave aber im Winter darauf, als er in Kontiolahti mit Rang 67 im Einzel sein bestes IBU-Cup-Resultat aufstellte. Außerdem durfte er im Einzel und in der Staffel der Weltmeisterschaften in Hochfilzen starten. Nachdem die Saison im Wesentlichen aber wieder durchschnittlich verlaufen war, beendete Alex Gleave in Folge der letzten Station des IBU-Cups in Otepää seine Karriere.

## Statistiken

### Weltcupplatzierungen
Die Tabelle zeigt alle Platzierungen (je nach Austragungsjahr einschließlich Olympische Spiele und Weltmeisterschaften).
- 1.–3. Platz: Anzahl der Podiumsplatzierungen
- Top 10: Anzahl der Platzierungen unter den ersten zehn (einschließlich Podium)
- Punkteränge: Anzahl der Platzierungen innerhalb der Punkteränge (einschließlich Podium und Top 10)
- Starts: Anzahl gelaufener Rennen in der jeweiligen Disziplin
- Staffel: inklusive Mixed- und Single-Mixed-Staffeln

| Platzierung | Einzel | Sprint | Verfolgung | Massenstart | Staffel | Gesamt |
| ----------- | ------ | ------ | ---------- | ----------- | ------- | ------ |
| 1. Platz    |        |        |            |             |         |        |
| 2. Platz    |        |        |            |             |         |        |
| 3. Platz    |        |        |            |             |         |        |
| Top 10      |        |        |            |             |         |        |
| Punkteränge |        |        |            |             | 5       | 5      |
| Starts      | 1      |        |            |             | 5       | 6      |

### Biathlon-Weltmeisterschaften
Ergebnisse bei den Weltmeisterschaften:
| Weltmeisterschaften | Weltmeisterschaften | Einzelwettbewerbe | Einzelwettbewerbe | Einzelwettbewerbe | Einzelwettbewerbe | Staffelwettbewerbe | Staffelwettbewerbe |
| Jahr                | Ort                 | Einzel            | Sprint            | Verfolgung        | Massenstart       | Herrenstaffel      | Mixedstaffel       |
| ------------------- | ------------------- | ----------------- | ----------------- | ----------------- | ----------------- | ------------------ | ------------------ |
| 2017                | Hochfilzen          | 99.               | –                 | –                 | –                 | 26.                | –                  |